# Ardo (kung)
Ardo, död 720 alt. 721, var kung i en mindre rest av det västgotiska riket från 714 under sju år fram till sin död. Under Ardos regenttid var riket reducerat till en landremsa mellan Béziers i dagens Frankrike till Barcelona.